# 33568 Godishala
33568 Godishala è un asteroide della fascia principale. Scoperto nel 1999, presenta un'orbita caratterizzata da un semiasse maggiore pari a 2,7572444 UA e da un'eccentricità di 0,0303778, inclinata di 4,19097° rispetto all'eclittica.